# ابلاغ (روزنامه)
ابلاغ نام یکی از مطبوعات استان فارس در دوران قاجاریه است.
این روزنامه از سال ۱۳۴۴ هـ. ق به وسیله علی‌آقا جهرمی در شیراز به چاپ رسیده است.